# 贝梅库尔
贝梅库尔（法語：Bémécourt，法語發音：[bemekuʁ]）是法国厄尔省的一个市镇，属于埃夫勒区。

## 地理
贝梅库尔（48°50'40"N, 0°52'31"E）面积17.11 平方千米，位于法国诺曼底大区厄尔省，该省份为法国北部内陆省份，北起滨海塞纳省，西接奧恩省和卡爾瓦多斯省，南至厄尔-卢瓦省，东临瓦兹省、瓦兹河谷省和伊夫林省。
与贝梅库尔接壤的市镇（或旧市镇、城区）包括：莱博德布勒特伊、布勒特伊、阿夫尔河和伊通河畔韦尔讷伊。

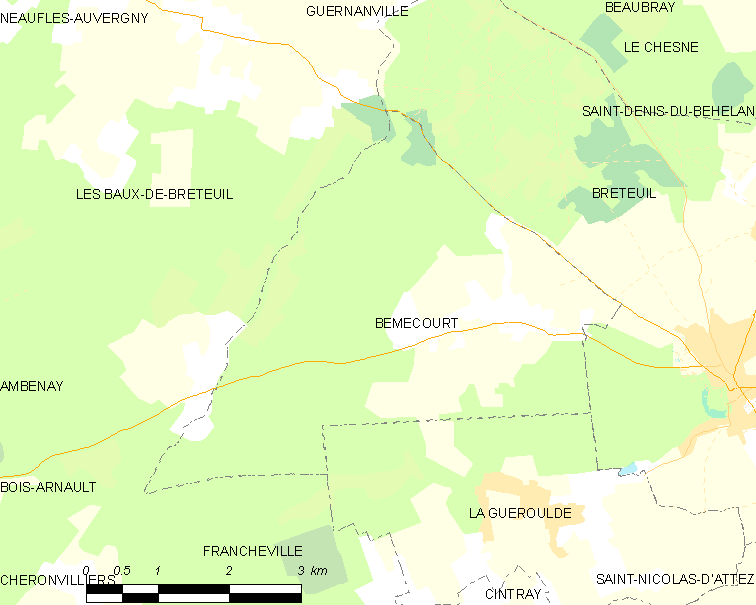
贝梅库尔的OSM定位图

贝梅库尔的时区为UTC+01:00、UTC+02:00（夏令时）。

## 行政
贝梅库尔的邮政编码为27160，INSEE市镇编码为27054。

## 政治
贝梅库尔所属的省级选区为布勒特伊县。

## 人口

1962-2008年间贝梅库尔人口变化图示

贝梅库尔于2022年1月1日时的人口数量为557人。